# اختلال ضال (من الأفضل الاتصال بسول)
اختلال ضال (بالإنجليزية: Breaking Bad)‏ هي الحلقة الحادية عشر من الموسم السادس من من الأفضل الاتصال بسول، المسلسل التلفزيوني المشتق من مسلسل اختلال ضال. كتب الحلقة وأخرجها توماس شنوز. تم بث الحلقة على إيه إم سي وإيه إم سي + في 1 أغسطس 2022، قبل الظهور لأول مرة عبر الإنترنت في مناطق معينة على نتفليكس في اليوم التالي.
قوبلت الحلقة بمراجعات إيجابية. شاهدها ما يقدر بنحو 1.34 مليون مشاهد خلال أول بث لها على إيه إم سي.

## الاستقبال

### الاستقبال النقدي
في مجمع المراجعات روتن توميتوز، كانت 100% من ثمانية مراجعات إيجابية بمتوسط تقييم 8.4/10.

### التقييمات
شاهدها ما يقدر بنحو 1.34 مليون مشاهد خلال أول بث لها على إيه إم سي في 1 أغسطس 2022.

## وصلات خارجية
- "اختلال ضال" على إيه إم سي (بالإنجليزية)
- «اختلال ضال» على قاعدة بيانات الأفلام على الإنترنت (بالإنجليزية)